# アリエル・ピンク
アリエル・ピンク（Ariel Pink、1978年6月24日 - ）は、アメリカ・ロサンゼルスの男性ミュージシャン。アリエル・ピンクス・ホーンテッド・グラフィティ（Ariel Pink's Haunted Graffiti）名義でも活動している。

## 来歴
1978年6月24日、アメリカ・カルフォルニア州ロサンゼルスで生まれる。10歳頃から曲を書き始め、1996年から500曲余りをカセット・テープにレコーディングしていた。
2003年夏、アリエル・ピンクはニューヨークで活動しているアニマル・コレクティヴにCD-Rを渡した。翌2004年、アニマル・コレクティヴは自身のレーベルPaw Tracksを設立しアリエル・ピンクと契約、10月にアルバム『The Doldrums』をリリースした。その後、今まで自主製作していた作品のリリースを続け、じわりじわりと世界中の音楽メディアやインディー・ファンから注目を集めるようになる。デビューから一貫して自宅録音作品しか発表していなかったが、チルウェーヴの父と呼ばれるほど、次世代DIYミュージシャンたちに影響を与えていた。
2009年、アリエル・ピンクはイギリスの名門インディーレーベル4ADと契約した。翌2010年、アリエル・ピンクス・ホーンテッド・グラフィティ（Ariel Pink's Haunted Graffiti）名義でアルバム『Before Today』をリリース。アリエル・ピンク初のスタジオ・アルバムとして早くから注目を集め、音楽メディアから絶賛を浴びた。メディアが発表する年間ベスト・アルバムのリストでは、Pitchforkで9位、Stereogumで20位、NMEで23位に選ばれた。また、収録曲「Round and Round」はPitchforkで年間ベストソング1位に選ばれている。
2012年8月、アリエル・ピンクス・ホーンテッド・グラフィティとしての2ndアルバム『Mature Themes』を4ADからリリース。
2021年1月6日、アメリカ・ワシントンD.C.でのドナルド・トランプ支持者による抗議集会に参加した。ただし、議会の突入には参加していない。　事態を重く見た所属レーベル「Mexican Summer」が契約破棄をした。

## ディスコグラフィー
アルバム 
- House Arrest / Lover Boy (2002年)
- Doldrums (2004年)
- Worn Copy (2005年)
- Ariel Rosenberg's Thrash and Burn: Pre (2006年)
- Scared Famous (2007年)
- Underground (2007年)
- Odditties Sodomies Vol. 1 (2008年)
- Before Today (2010年)
- Mature Themes (2012年)
- pom pom (2014年)
- Dedicated to Bobby Jameson (2017年)